# 2715 Mielikki
2715 Mielikki este un asteroid din centura principală, descoperit pe 22 octombrie 1938, de Yrjö Väisälä.
Numele provine de la divinitatea finlandeză Mielikki.